# Stephanus van Heerden
Stephanus Johannes van Heerden est un coureur cycliste sud-africain.

## Palmarès sur piste

### Championnats d'Afrique
- Le Caire 2021
  -  Champion d'Afrique de poursuite par équipes (avec David Maree, Dillon Geary et Kyle Swanepoel)
  -  Champion d'Afrique de la course à l'américaine (avec Joshua van Wyk)

## Palmarès sur route
- 2013
  - 3e du championnat d'Afrique du Sud du contre-la-montre par équipes